# Automatyczna skrzynia hybrydowa
Automatyczna skrzynia hybrydowa, to nowoczesna konstrukcja zblokowanego napędu hybrydowego, elektryczno - mechanicznego w jednej obudowie. Pierwszym producentem tego typu przekładni –  w 2003, na świecie była firma  Allison Transmission. Kolejny producent firma ZF Friedrichshafen rozpoczęła produkcję tej nowej generacji automatycznej skrzyni biegów w 2022 roku w Saarbrücken w Niemczech. 

Opracowane specjalnie do ciężkich pojazdów, są budowane z zastosowaniem przekładni automatycznej, i zastąpieniu zmiennika momentu obrotowego silnikiem elektrycznym.  

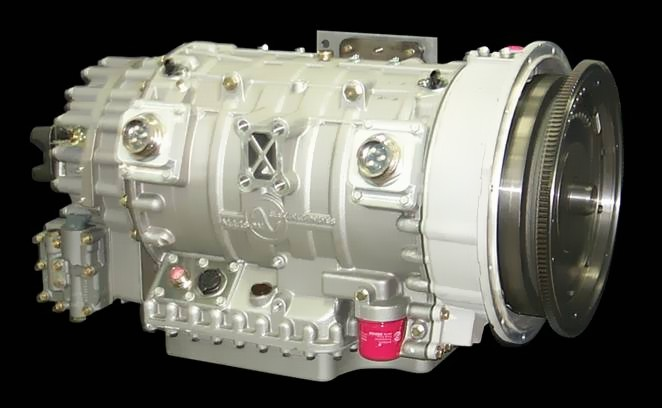
Automatyczna skrzynia hybrydowa Allison serii H 40/50 EP

## Konstrukcja
Jest to automatyczna, hydrodynamiczna skrzynia biegów, sprzężona z silnikiem elektrycznym w jednej obudowie  – zmianę przełożenia uzyskuje za pośrednictwem zmiany ciśnienia oleju hydraulicznego, na zaworach sterujących sprzęgłami wielopłytkowymi i przekładniach zębatych – planetarnych. 

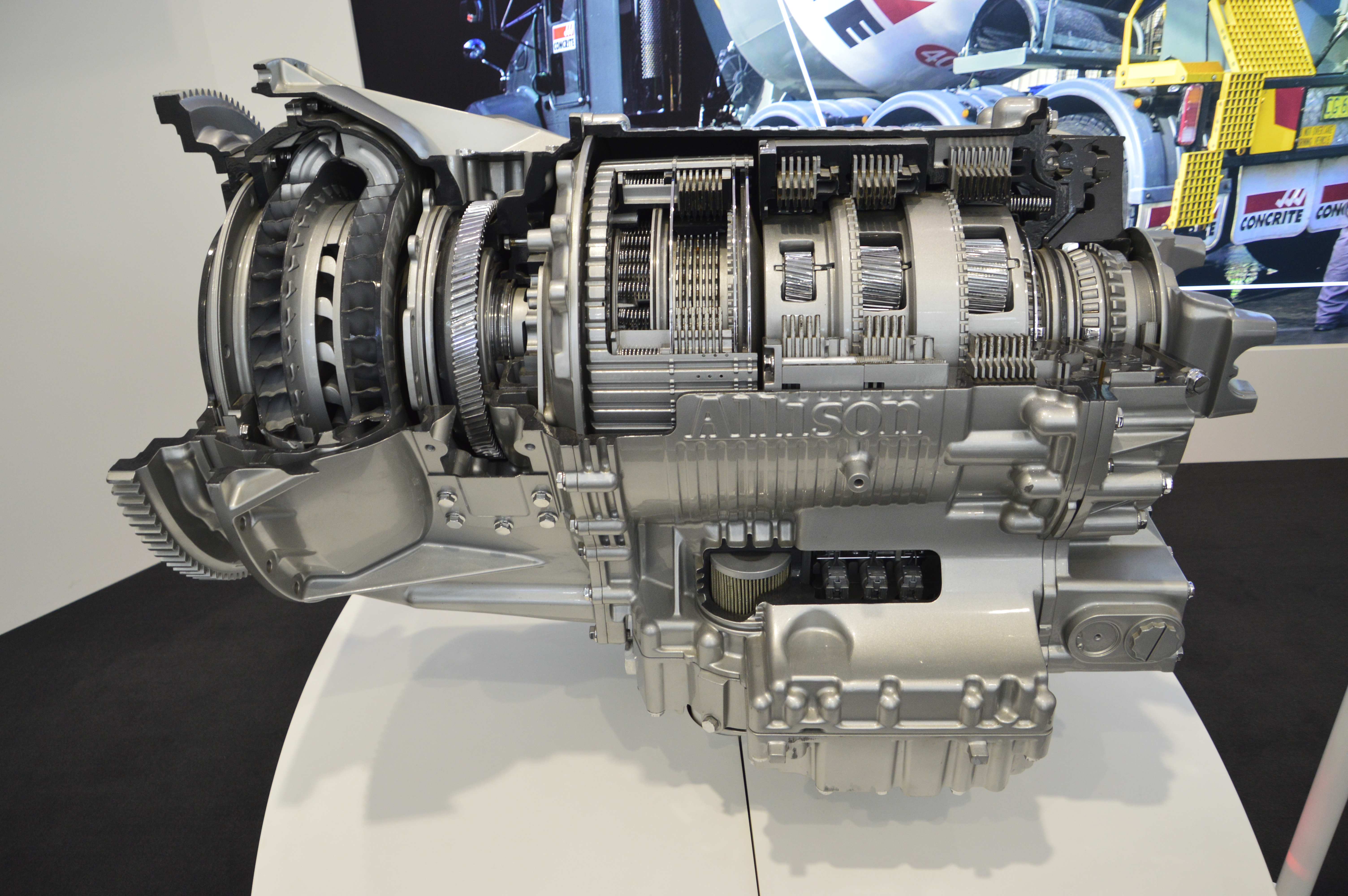
Sklrzynia automatyczna Allison - ze zmiennikiem momentu obrotowego

Układ napędowy jest złożony z przekładni planetarnych, silnika elektrycznego  –  (silnik zastępuje tradycyjny zmiennik momentu obrotowego) i generatora prądu. W układzie tym, przekładnia planetarna dokonuje podziału momentu obrotowego i prędkości obrotowej silnika spalinowego między koła pojazdu, natomiast wbudowany silnik elektryczny, zasilany z generatora i akumulatora trakcyjnego, wspomaga moment obrotowy silnika spalinowego podczas dynamicznego ruszania i przyspieszania. Dodatkową korzyścią, której nie daje zwykła przekładnia automatyczna, jest odzyskiwanie energii przez układ hybrydowy podczas hamowania rekuperacyjnego – silnik elektryczny pracuje jak prądnica i służy do ładowania akumulatorów, co przyczynia się do zmniejszenia zużycia paliwa.
Np. system Allison Hybrid EP charakteryzuje się konstrukcją równoległą, z podziałem na dwa tryby pracy –  tylko mechaniczny i tylko elektryczny. Połączone tryby pracy mechaniczny i  elektryczny –  pozwalają na osiągnięcie najwyższej wydajności energetycznej zespołu napędowego, oraz zapewniają nieskończoną liczbę przełożeń.

## Zastosowanie
Zblokowane napędy hybrydowe, tego typu, są stosowane głównie jako napędy do autobusów miejskich i międzymiastowych, oraz pojazdów komunalnych jak np. śmieciarki itp. Hybrydowe systemy napędowe oferują do 25% oszczędności paliwa w zależności od cyklu pracy.
System, łączy technikę napędu hybrydowego w zakresie autobusów miejskich i  międzymiastowych z technologią Continuous Power Technology, w unikalnej hybrydowej architekturze równoległej, zaprojektowanej specjalnie dla ciężkich pojazdów użytkowych. 

## Charakterystyka przekładni firmy Allison[4]
- Moc ciągła: 280 KM (209 kW)
- Znamionowy wyjściowy moment obrotowy: 1234 Nm
- Znamionowa prędkość wyjściowa: 2300 obr.
- Moc ciągła: 330 KM (246 kW) -  H 50 EP
- Znamionowy wyjściowy moment obrotowy: 1424 Nm  -  H 50 EP
- System magazynowania energii 3 (ESS3)
- Pełne odzyskiwanie energii podczas hamowania regeneracyjnego od prędkości 50km/h
- Masa: 440 kg
- Podwójny moduł inwertera mocy 2 (DPIM2)
- 430-900 VDC 160 kW ciągłego 3-fazowego prądu przemiennego

Sterownik systemu
- Sterownik elektroniczny Allison czwartej generacji

Wydajność
Typowa moc przyspieszenia z magazynowaniem energii:
- Jednostka napędowa H 40 EP - 240 KM (179 kW)
- Jednostka napędowa H 50 EP - 300 KM (224 kW)